# Ardian Gashi
Ardian Gashi (* 20. Juni 1981 in Đakovica, SFR Jugoslawien, heute Kosovo) ist ein norwegischer ehemaliger Fußballspieler kosovarischer Herkunft.

## Karriere als Fußballspieler

### Ligafußball
Gashi immigrierte im Alter von acht Jahren mit seinen Eltern aus Đakovica im Kosovo nach Haugen (Hemne), wo er mit zehn Jahren seine Karriere für den KIL/Hemne startete. Es folgten Stationen als Profi in seiner norwegischen Heimat bei Molde FK, FK Ørn-Horten, Vålerenga Oslo und Fredrikstad FK. Im Jahr 2001 spielte er in seiner ersten Saison als professioneller Fußballspieler bei Molde FK in der Eliteserien und kam zu vier Kurzeinsätzen, in denen er eine Torvorlage gab. Zur Saison 2003 der Eliteserien wechselte er zu FK Ørn-Horten und erzielte ein Tor in drei Ligaspielen. In der gleichen Saison wechselte er auf Leihbasis zu Vålerenga Oslo und erzielte ein Tor in 14 Ligaspielen. Er wurde zusätzlich bei zwei Spielen in der Relegation zur Eliteserien eingesetzt. Für die Saison 2004 wechselte er fest zu Vålerenga Oslo und erzielte bei 25 Spieleinsätzen vier Tore. Diesen Wert steigerte er in Saison 2005 in der er sechs Tore bei 22 Spieleinsätzen erzielte. Seine letzte Saison für Vålerenga Oslo spielte Gashi im Jahr 2006 mit 15 Spieleinsätzen ohne einen Torerfolg. Innerhalb dieser Spielrunde wechselte er zum Ligakonkurrenten Brann Bergen und kam zu sieben Spieleinsätzen. In der Saison 2007 absolvierte er elf Spiele für Brann Bergen und wechselte wiederum innerhalb der Spielrunde zum Ligakonkurrenten Fredrikstad FK, wo er zu elf weiteren Spielen kam und fünf Tore erzielte. In den beiden Spielrunden 2008 und 2009 lief Gashi in 25 Spielen mit drei Toren und 28 Spielen mit zwei Toren für Fredrikstad FK auf, wobei ein weiteres Spiel in der Relegation der Eliteserien hinzukam. Zur Saison 2010 wechselte er nach Schweden zu Helsingborgs IF in die Fotbollsallsvenskan und erreichte 27 Spiele mit fünf erzielten Toren. In der Saison 2011 wurde er bei 29 Spielen eingesetzt und erzielte ein Tor und in der Saison 2012 kam er zu 27 Spieleinsätzen ohne Torerfolg. In der vorletzten Saison 2013 für Helsingborgs IF erreichte er 27 Spiele mit zwei erzielten Toren und in der Saison 2014 kam er in 13 Spielen zum Einsatz. In dieser Saison wechselte er innerhalb der Spielrunde zurück nach Norwegen in die Eliteserien zu Odds BK und lief in elf Spielen im neuen Trikot auf. In der Saison 2015 kam er auf 16 Spieleinsätze und in der folgenden Saison 2016 auf zwei Spieleinsätze, jeweils ohne einen Torerfolg. Innerhalb der Saison 2017 spielte er nur noch für die zweite Mannschaft von Odds BK und kam in 12 Spielen zum Einsatz mit einem erzielten Tor. Anschließend beendete er seine Karriere als Fußballspieler und hatte insgesamt 332 Pflichtspiele mit 31 erzielten Toren erreicht.

### Pokalspiele
- National

Im Jahr 2005 nahm er mit Vålerenga Oslo am norwegischen Fußballpokal teil, konnte jedoch keinen Spieleinsatz aufweisen. Weitere Pokalteilnahmen hatte Gashi in Schweden in der Pokalrunde 2009/10 im schwedischen Fußballpokal mit fünf Spielen, in der Pokalrunde 2010/11 mit vier Spielen, in der Pokalrunde 2012/13 mit drei Spielen. Durch die beiden Pokalsiege mit Helsingborgs IF nahm er an den Supercup-Spielen in Schweden teil, jeweils ein Spiel in den Jahren 2011 und 2012. Für die Pokalrunden in den Jahren von 2014 bis 2017 nahm er für Odds BK im norwegischen Fußballpokal mit jeweils drei Spielen (2014 und 2015), einem Spiel (2016) und ohne einen Spieleinsatz (2017) teil. Insgesamt bestritt er 25 Pokalspiele ohne einen Torerfolg zu erzielen.
- International

Seine erste Teilnahme an einem internationalen Pokalwettbewerb war in der Spielzeit 2003/04 im damaligen UEFA-Pokal mit Vålerenga Oslo und sechs Spielen. In der Spielrunde 2005/06 scheiterte er mit Vålerenga Oslo in der UEFA-Champions-League-Qualifikation, bei der er vier Spiele absolvierte und sich für die KO-Runde des UEFA-Pokals qualifizierte. Hier kam Gashi auf einen Spieleinsatz und er schied mit seiner Mannschaft aus. Für die Spielrunde 2006/07 erreichte er erneut die UEFA-Champions-League-Qualifikation mit Vålerenga Oslo, in der er auf zwei Spieleinsätze kam und vorzeitig ausschied. Die Spielrunde 2007/08 startete er mit Brann Bergen in der UEFA-Pokal-Qualifikation, bei der er einen Spieleinsatz hatte und erneut vorzeitig ausschied. In der Spielrunde 2009/10 nahm er an der neuen UEFA-Europa-League-Qualifikation mit Fredrikstad FK teil und zwei Spieleinsätzen teil und schied wiederum vorzeitig aus. Mit Helsingborgs IF überstand er in der Spielrunde 2011/12 die UEFA-Europa-League-Qualifikationsrunde und zog in den Hauptrunde ein. Insgesamt lief er bei vier Pokalspielen auf und erzielte ein Tor. In der folgenden Spielrunde 2012/13 schied er in der UEFA-Champions-League-Qualifikation nach sechs Spielen aus, qualifizierte sich jedoch für die UEFA-Europa-League-Gruppenphase, bei der er weitere sechs Spieleinsätze hatte. Zurück in Norwegen nahm er in der Spielrunde 2015/16 mit seinem neuen Verein Odds BK an der UEFA-Europa-League-Qualifikation teil. Gashi absolvierte sechs Spiele und schied mit seiner Mannschaft aus. Für die UEFA-Europa-League-Qualifikation mit Odds BK wurde er noch als Spieler nominiert, kam jedoch zu keinem Spieleinsatz mehr. Insgesamt absolvierte Ardian Gashi 38 internationale Pokalspiele und erzielte dabei drei Tore.

### Erfolge
Ardian Gashi wurde im Jahr 2005 mit Vålerenga Oslo und im Jahr 2007 mit Brann Bergen norwegischer Meister der Eliteserien. Im Jahr 2011 wurde er mit seinem damaligen Verein Helsingborgs IF schwedischer Meister der Fotbollsallsvenskan sowie in den Jahren 2010 und 2011 schwedischer Pokalsieger und zusätzlich in den Jahren 2011 und 2012 schwedischer Superpokalsieger.